# Cycloforina
Cycloforina es un género de foraminífero bentónico de la subfamilia Hauerininae, de la familia Hauerinidae, de la superfamilia Milioloidea, del suborden Miliolina y del orden Miliolida. Su especie tipo es Quinqueloculina contorta. Su rango cronoestratigráfico abarca desde el Hettangiense (Jurásico inferior) hasta la Actualidad.

## Discusión
Clasificaciones más recientes han incluido Cycloforina en la subfamilia Quinqueloculininae de la familia Quinqueloculinidae.

## Clasificación
Se han descrito numerosas especies de Cycloforina. Entre las especies más interesantes o más conocidas destacan:
- Cycloforina contorta

Un listado completo de las especies descritas en el género Cycloforina puede verse en el siguiente anexo.